# Correbia obtusa
Correbia obtusa är en fjärilsart som beskrevs av Druce 1884. Correbia obtusa ingår i släktet Correbia och familjen björnspinnare. Inga underarter finns listade i Catalogue of Life.